# Takashi Akiyama
Takashi Akiyama (født 7. oktober 1992) er en japansk fodboldspiller, som spiller for den japanske fodboldklub Fujieda MYFC.